# Chi giace nella mia bara?
Chi giace nella mia bara? (Dead Ringer) è un film del 1964 diretto da Paul Henreid, con protagonista Bette Davis, basato sul romanzo La Otra o Dead Pigeon di Rian James.
La storia era già stata rappresentata in un film messicano del 1946 dal titolo La Otra diretto da Roberto Gavaldón e interpretato da Dolores del Río.
Nel film L'anima e il volto (1946) Bette Davis aveva già interpretato il doppio ruolo di due gemelle, con una pettinatura analoga a quella di questo film.

## Trama
Le sorelle gemelle Edith e Margaret si rincontrano, dopo diciotto anni, al funerale del marito di Margaret.
Edith non ha mai perdonato alla sorella di averle portato via l'uomo che ha sempre amato.
Lo stesso giorno, Edith viene a conoscenza di un inganno ordito dalla sorella per sposare l'uomo e decide di vendicarsi uccidendola e sostituendosi a lei. Gli eventi, a poco a poco, precipiteranno sempre più per Edith.